# Jacques Polge
Pour les articles homonymes, voir Polge.
Jacques Polge est un parfumeur français né le 14 juin 1943 à Lagnes (Vaucluse).

## Biographie
Jacques Polge a été créateur d'arômes chez Givaudan Roure. Il est depuis 1978 le parfumeur créateur des Parfums Chanel, après avoir succédé au parfumeur Henri Robert.
Ses créations incluent notamment, dans l'ordre chronologique : Coco, Égoïste, Allure, Allure sensuelle, Allure pour homme, Chance, Coco Mademoiselle, Allure Homme Sport, No 18, No 19 Poudré, et Bleu,.
Il a aussi créé en 1986 une eau de parfum de N°5 et une Eau Première dérivé de la même fragrance en 2008.
Il est le père du parfumeur Olivier Polge, qui le rejoint chez Chanel en 2013.